# Trương Quang Bắc
Trương Quang Bắc (tiếng Trung: 张光北; phiên âm: Zhang Guang Bei; sinh ngày 11 tháng 6 năm 1959) là một diễn viên, nhà sản xuất và nhân vật truyền hình người Trung Quốc. Ông được khán giả biết đến nhiều nhất với vai Lã Bố trong bộ phim truyền hình kinh điển Tam Quốc diễn nghĩa năm 1994.

## Tiểu sử
Trương Quang Bắc sinh ra ở Bắc Kinh vào ngày 11 tháng 6 năm 1959, trong khi quê quán của ông ở tỉnh Tứ Xuyên. Trong gia đình, ông có một người chị gái và một người anh trai. Khi còn là một thiếu niên, vào năm 12 tuổi, ông đã tham gia dàn hợp xướng của Đài phát thanh Trung ương Trung Quốc. Năm 1976, khi Cách mạng Văn hóa kết thúc, ông thực hiện nghĩa vụ quân sự và làm việc tại Hạm đội Biển Bắc Trung Quốc. Trương Quang Bắc quay trở lại Bắc Kinh vào năm 1980, và năm đó ông gia nhập Học viện Điện ảnh Bắc Kinh và theo học chuyên ngành diễn xuất. Hai năm sau, ông trúng tuyển vào Học viện Hí kịch Trung ương vào năm 1982; và sau khi tốt nghiệp năm 1986, ông được bổ nhiệm vào Hãng phim Bắc Kinh.

## Sự nghiệp diễn xuất
Vào năm 1986, Trương Quang Bắc lần đầu tiên được công chúng chú ý khi còn là sinh viên đại học. Ông xuất hiện trong bộ phim Phù Dung Trấn (芙蓉镇) của đạo diễn Hiệp Tiến, bộ phim do Khương Văn và Lưu Hiểu Khánh đóng vai chính. Phim dựa trên một cuốn tiểu thuyết cùng tên được viết bởi Quách Hoa.
Năm 1987, Trương Quang Bắc đóng vai Cung Thân Vương Dịch Hân trong bộ phim Lưỡng Cung Hoàng Thái Hậu (两宫皇太后) của đạo diễn Vương Vệ Tín, nhờ đó ông nhận được đề cử Nam diễn viên chính xuất sắc nhất tại Giải thưởng Bách Hoa lần thứ mười. Trong năm tiếp theo, ông đã giành được đề cử Nam diễn viên chính xuất sắc thứ hai cho vai diễn Trình Hoán trong phim Họa Biến (哗变).
Năm 1992, Trương Quang Bắc đóng vai Thiên Hoàng Minh Trị trong bộ phim truyền hình lịch sử Hạm đội Bắc Dương (北洋水师).
Năm 1994, Trương Quang Bắc trở nên nổi tiếng toàn quốc nhờ đóng vai viên mãnh tướng Lã Bố trong bộ phim dã sử kinh điển Tam Quốc diễn nghĩa (三国演义), chuyển thể từ tiểu thuyết cùng tên của nhà văn La Quán Trung.
Năm 1996, ông đóng vai Sở Trang vương trong bộ phim truyền hình Đông Chu Liệt Quốc (東周列國).
Năm 2000, Trương Quang Bắc đóng vai nhà chính trị Tưởng Giới Thạch trong Mặt trời phương Đông (日出东方). Đóng cùng ông là diễn viên Vương Anh trong vai nhà cầm quyền Mao Trạch Đông. Hai năm sau, ông đóng chung với Tôn Lệ và Đồng Đại Vỹ trong bộ phim truyền hình Ngọc Quan Âm (玉观音) với vai Biện Hiểu Tuấn.
Năm 2004, Trương Quang Bắc đóng vai Hoàng đế Quang Vũ nhà Hán trong phim truyền hình Hán Quang Vũ Đại Đế (汉光武大帝).
Bước đột phá lớn của Trương Quang Bắc đến vào năm 2006, khi ông được chọn vào bộ phim Lượng Kiếm (亮剑), trong đó ông đóng vai một vị quan chức của quân đội Quốc gia Sở Nhuận Phát, một vai diễn đã mang lại cho ông nhiều sự chú ý. Năm 2007, ông đóng vai chính trong Bất Bại Từ Nhân, đây là lần thứ hai ông hợp tác với Lý Hữu Bằng sau Lượng Kiếm.
Năm 2009, ông đóng vai nhà quân sự lừng danh Hàn Tín trong phim truyền hình lịch sử Đại Phong Ca (大风歌), do Hoàng Kiến Trung đạo diễn.
Năm 2011, ông tham gia bộ phim hài Phi Xương Bang Phỉ (非常绑匪), đóng vai cha của nhân vật Đỗ Đỗ. Cùng năm đó, ông có một vai nhỏ trong bộ phim truyền hình võ hiệp Sở Lục Hướng Tân Truyện (楚留香新传). Đến năm 2013, ông tham gia bộ phim chiến tranh Góc nhìn Trung Hoa (正骨).
Vào năm 2015, có thông tin cho rằng ông đang đàm phán để đảm nhận vai diễn Thường Duy Từ trong bộ phim được lấy cảm hứng từ cuốn sách Tam Thể (三体); phim do Trương Phàn Phàn làm đạo diễn.

## Đời tư
Trương Quang Bắc kết hôn với nữ diễn viên Trần Vy (陈炜) vào tháng 10 năm 1989 tại Bắc Kinh. Con gái của họ là Trương Tú Lệ (张思乐), cô sinh năm 1992 và cũng là một diễn viên.

## Danh sách phim đã đóng

### Phim điện ảnh
| Year | English title                 | Chinese title        | Role                | Notes |
| ---- | ----------------------------- | -------------------- | ------------------- | ----- |
| 1986 | Hibiscus Town                 | 芙蓉镇               | Li Mangeng          |       |
| 1987 | Probation in the Army         | 陆军见习官           | Xiang Fan           |       |
| 1987 | Little Empreors of China      | 中国的"小皇帝"       |                     |       |
| 1987 | Two Dowagers                  | 两宫皇太后           | Prince Gong         |       |
| 1988 | Bandits and the Black Swan    | 强盗与黑天鹅         | Feng Ziqiao         |       |
| 1988 | Hu Guang                      | 弧光                 | Liu Kai             |       |
| 1989 | Mutiny                        | 哗变                 | Cheng Huan          |       |
| 1989 | Woman Gangster in Blue        | 蓝衫女匪             | Dongfang Hongfei    |       |
| 1990 | Iron Soul                     | 铁血金魂             | Brother Fang        |       |
| 1990 | Sacred Fire in a Remote Place | 天边有一簇圣火       | Liu Qingjian        |       |
| 1991 | A Gentleman's Revenge         | 君子复仇             | Li Donghai          |       |
| 1992 | Dedicate All His Life         | 九死一生             |                     |       |
| 1993 | Widows                        | 血染桃花水           | Laoda               |       |
| 1993 | The Assassin                  | 杀人者唐斩           | Song Zhong          |       |
| 1993 | Living with You               | 与你同住             | Zhu Yitong          |       |
| 2007 | Letter Box                    | 信箱                 | Zheng Chuan         |       |
| 2007 | Wu Yunduo                     | 把一切献给党：吴运铎 | Wu Yunduo           |       |
| 2010 | A Tibetan Love Song           | 新康定情歌           | Political commissar |       |
| 2010 | Lover Eternal                 | 巫山梦               | Zhang Qingfeng      |       |
| 2011 | The Kidnappers                | 非常绑匪             | Du Du's father      |       |
| 2012 | All for Love                  | 三个未婚妈妈         | Guest               |       |
| 2013 | Chinese Look                  | 正骨                 | Guo Jiansan         |       |
| TBA  | The Three-Body Problem        | 三体                 | Chang Weisi         |       |

### Phim truyền hình
| Year | English title                          | Chinese title    | Role                       | Notes |
| ---- | -------------------------------------- | ---------------- | -------------------------- | ----- |
| 1991 | The Birth of a Statue                  | 一个雕像的诞生   | Luo Shiwen                 |       |
| 1992 | —                                      | 夜欲             | Zhao Liqiu                 |       |
| 1992 | Beiyang Fleet                          | 北洋水师         | Emperor Meiji              |       |
| 1993 | Xiaodunzi                              | 小墩子           | Da Ben                     |       |
| 1993 | Romance of the Three Kingdoms          | 三国演义         | Lü Bu                      |       |
| 1994 | The Boundless Season                   | 季节苍茫         | Liu Housheng               |       |
| 1994 | Scenery of the Small Building          | 小楼风景         | Shengzi                    |       |
| 1995 | Walking into the Sun                   | 走进阳光         | Zheng Zihua                |       |
| 1996 | —                                      | 义胆情深         | Zhang Yongliang            |       |
| 1996 | Eastern Zhou Dynasty Various Nations   | 东周列国·春秋篇  | King Zhuang of Chu         |       |
| 1997 | Song of Youth                          | 青春之歌         | Hu Meng'an                 |       |
| 1998 | —                                      | 喜鹊东南飞       | Wu Gehua                   |       |
| 1999 | Zhou Xuan                              | 周璇             | Tang Ti                    |       |
| 2000 | The Sun Comes East                     | 日出东方         | Chiang Kai-shek            |       |
| 2001 | Princess Wencheng                      | 文成公主         | Gar Tongtsen Yulsung       |       |
| 2002 | Jade Goddess of Mercy                  | 玉观音           | Bian Xiaojun               |       |
| 2002 | Bingtanghulu Crispy Sugar-Coated Fruit | 冰糖葫芦         | Muzi                       |       |
| 2002 | —                                      | 心疼女人         | Zhang Tao                  |       |
| 2002 | Proud Son of Heaven                    | 天骄             | Fang Jie                   |       |
| 2004 | Akhal-teke Horses                      | 汗血宝马         | Master Tao                 |       |
| 2004 | Emperor Guangwu of Han                 | 汉光武大帝       | Emperor Guangwu of Han     |       |
| 2005 | Drawing Sword                          | 亮剑             | Chu Yunfei                 |       |
| 2005 | —                                      | 马鸣风萧萧       | Tie Haitang                |       |
| 2006 | —                                      | 虎穴剿匪         | Deng Ziqian                |       |
| 2006 | Let's Remarry                          | 我们复婚吧       | Li Xuelei                  |       |
| 2007 | Xun Huisheng                           | 荀慧生           | Yang Xiaolou               |       |
| 2007 | Fog Willow Town                        | 雾柳镇           | Tang Jing                  |       |
| 2007 | Secret Post in Canton                  | 羊城暗哨         | He Cunxi                   |       |
| 2007 | Bloody Xiangxi                         | 血色湘西         | Suo Yunchao                |       |
| 2008 | The Benevolent is Invincible           | 仁者无敌         | Li Wenbo                   |       |
| 2009 | The Han Triumph                        | 大风歌           | Han Xin                    |       |
| 2009 | —                                      | 天地正气         | Guest                      |       |
| 2009 | Waiting until the Day of Victory       | 等到胜利那一天   | Kuang Bingyi               |       |
| 2010 | King of Silk                           | 经纬天地         | Tao Zhu                    |       |
| 2010 | Legend of Su San                       | 苏三传奇         | Su San's Father            |       |
| 2010 | Eleven Steps                           | 十一级台阶       | Li Daqiang                 |       |
| 2010 | Suzhou Twelve Women                    | 姑苏十二娘       | Chen Shihao                |       |
| 2010 | A Forward Contract                     | 远期的合约       | President Liao             |       |
| 2011 | The Wife of Bandit                     | 匪娘             | Division commander         |       |
| 2011 | Five Lakes and Four Seas               | 五湖四海         | Minister Zhang             |       |
| 2011 | Jade Goddess of Mercy                  | 新玉观音         | Zhong Guoqing              |       |
| 2011 | Legend of the Gunman                   | 枪神传奇         | Ren Rujian                 |       |
| 2011 | —                                      | 代号十三钗       | Japanese military official |       |
| 2011 | The Legend of Chu Liuxiang             | 楚留香新传       | Old man                    |       |
| 2011 | —                                      | 山里娘们山里汉   | Li Song                    |       |
| 2012 | Lone Wolf                              | 独狼             | Qi Fangliang               |       |
| 2012 | Red Flow                               | 红流             | Chen Duxiu                 |       |
| 2012 | The Sun Comes Jiangnan                 | 日出江南         | Li Hongzhang               |       |
| 2012 | The Wolf Man of the War Song           | 战歌之猎狼人     | Feng Bingchen              |       |
| 2012 | —                                      | 碧血江湖儿女     |                            |       |
| 2013 | —                                      | 七九河开         | Qin Xiangyang              |       |
| 2013 | —                                      | 0号刺杀          |                            |       |
| 2013 | Sirius Action                          | 天狼星行动       | Chu Tianfei                |       |
| 2015 | Cop Power                              | 特警力量         | Xu Yuan                    |       |
| 2016 | The Red Flag thrown into West Wind     | 红旗漫卷西风     | Qin Shengda                |       |
| TBA  | —                                      | 问天录之少年钟馗 |                            |       |

## Giải thưởng và đề cử
| Year | Nominated work                | Award                                            | Category                            | Result    | Notes |
| ---- | ----------------------------- | ------------------------------------------------ | ----------------------------------- | --------- | ----- |
| 1987 | Two Dowagers                  | 10th Hundred Flowers Awards                      | Best Actor                          | Đề cử     |       |
| 1988 | Mutiny                        | 11th Hundred Flowers Awards                      | Best Actor                          | Đề cử     |       |
| 1989 | Hu Guang                      | Chinese Academy of Performing Arts Society Award | —                                   | Đoạt giải |       |
| 1990 | Sacred Fire in a Remote Place | Golden Rooster Awards                            | Golden Rooster Award for Best Actor | Đề cử     |       |